# Miguel Maria Giambelli
Miguel Maria Giambelli (né le 23 mars 1920 à Flero, dans la province de Brescia, en Lombardie et mort le 26 décembre 2010 à Bragança dans le Pará) est un évêque barnabite italien, premier évêque du diocèse brésilien de Bragança do Pará de 1980 à 1996.

## Biographie
Miguel Maria Giambelli est ordonné prêtre dans l'Ordre des Barnabites le 4 juillet 1943.
Le 21 avril 1980, Jean-Paul II le nomme premier évêque du diocèse de Guamá, érigé en octobre 1979 à partir de ce qui constituait jusqu'alors la prélature territoriale de Guamá. Il est consacré évêque le 15 juin 1980 par Carmine Rocco (en), alors nonce apostolique au Brésil (en), avec comme co-consécrateurs Alberto Gaudêncio Ramos (pt) et Antônio Pedro Misiara (pt). Quelques mois plus tard, en 1981, le diocèse change de nom pour devenir le diocèse de Bragança do Pará.
Il se retire, atteint par la limite d'âge, le 10 avril 1996. Devenu évêque émérite, il sert comme chapelain de l'Hôpital Saint-Antoine-Marie Zaccaria.

« Quand je retourne en Italie, pour rencontrer ma famille et mes amis, je les vois tous vieux. Ils me demandent : « Que fais-tu pour rester jeune ? ».
Je réponds que c'est très simple : toujours au travail et ne jamais s'arrêter ! »

— Miguel Giambelli, interview, Lodi, Collegio San Francesco, juin 1990